# Legio II Traiana Fortis
Legio II Traiana fortis (II Безстрашний Траянів легіон) — римський легіон. Інша назва — II Германський легіон. Його назва фігурує на монетах Вікторина, Карина та Нумеріана.

## Історія
Сформовано за наказом імператора Траяна у 105 році для війни із даками. Того ж року брав участь у Другій військовій кампанії проти Дакії. Після її завершення у 106 році переміщений до Єгипту. Вперше надпис про легіон датується 5 лютим 109 року. У 114–117 роках був учасником Парфянської війни під орудою Траяна. У 117 році спрямований для придушення повстання в Юдеї, зокрема діяв у Галілеї. Згодом за імператора Адріана стояв у м. Цезарея Марітіма, де звів акведук. У 120 році спочатку стояв у Діоцезареї (сучасне м. Ципора), потім у Птолемаїді (сучасне м. Акра).
У 123 році разом з Кіренаїкським легіоном перейшов до Євфрату, де займався охорону кордонів імперії. З 125 року стояв табором в Нікополі (поблизу Олександрії Єгипетської). У 132—136 роках викликаний до Юдеї задля придушення нового великого повстання Симана бар-Кохби у цій провінції. У 136 році повернувся до Нікополя. Також окремі частини стояли у Фівах, Панополі та Суені.
У 162—166 роках — учасник Парфянської війни під загальним головуванням імператора Луція Вера. Після цього залучений до боротьби проти маркоманів у 166—170 роках. У 170 році деякий час перебував у м. Салона (Далмація). Після цього повернувся до Єгипту. Під час заколоту Авідія Кассія легіон деякий час вагався, проте звістка про здорового імператора Марка Аврелія призвела до того, до легіонери цього підрозділу разом з іншими заарештували та стратили Авідія Кассія. У 185 році від імператора Коммода отримав другу назву — Германського.
У 193 році легіон підтримав претендента на трон Песценнія Нігера, проте у вирішальний момент перейшов на бік імператора Септимія Севера, що стало вирішальним моментом у протистоянні. У 213 році за імператора Каракалли брав участь у поході проти германців. У 214 році за цього ж імператора воював проти парфян. У 218 році підтримав у боротьбі за владу Геліогабала. У 232 році легіон був учасником походу імператора Олександра Севера проти Персії.
У 260 році брав участь у поході імператора Валеріана проти Персії, згодом підтримав Макріана Старшого, а сам легіон очолив Макріан Молодший, звитяжно бився під орудою останнього при Сердиці (Фракія), проте зазнав поразки від Авреола. Після цього підпорядкувався імператору Галлієну, який відправив легіон під командуванням Авреола проти Постума, імператора Галльської імперії. Разом з Авреолом перейшов на бік Постума. Згодом служив галльському імператору Вікторину. Останній карбував золоті монети з емблемою цього легіону.
У 274 році за імператора Авреліана легіон повертається до Єгипту. Згодом вірно служив імператорам Карину та Нумеріану. У 297—298 році був частиною армії імператора Діоклетіана під час африканського походу до острова Елефантіна. Слідом за цим повернувся до Нікополя (разом з Legio III Diocletiana), разом з тим окремі його підрозділи розташовувалися в інших єгипетських військових таборах — Парамбол та Верхній Аполлон. Після 400 року перебазовано до м. Великий Аполлонополь (південний Єгипет). Стає частиною армії Східної Римської імперії.